# 존 웨인의 진주만

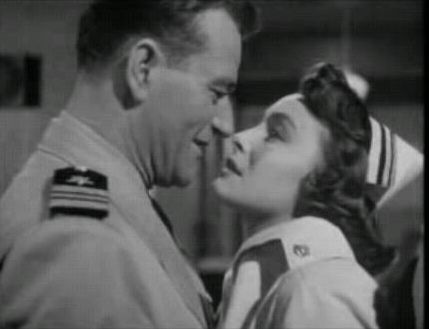
존 웨인과 패트리카 닐

《존 웨인의 진주만》(Operation Pacific)는 미국에서 제작된 조지 와그너 감독의 1951년 드라마, 전쟁 흑백 영화이다. 존 웨인 등이 주연으로 출연하였다. 1951년 1월 27일 개봉하였다.

## 출연

### 주연
- 존 웨인
- 패트리샤 닐